# Diego Marani
Diego Marani (Ferrara, 1959) és un escriptor i traductor italià.
El 1996, tot fent de traductor al Consell de la Unió Europea va inventar l'Europanto, una paròdia d'una llengua auxiliar internacional, que barreja en una mateixa frase paraules de la majoria de llengües de treball de les Comunitats Europees.
Ha publicat un llibre humorístic en aquesta llengua: "Las adventures de l'inspector Cabillot" [sic].
Diego Marani és un escriptor conegut com a assagista, novel·lista i columnista de diaris. La seva novel·la més coneguda és la "Nuova grammatica finlandese" (Nova gramàtica finesa -- també traduït al castellà i publicat inexplicablement amb el títol "Memoria callada" ISBN 978-84-933767-3-4) que s'ha traduït a diverses llengües i que va rebre el premi literari Grinzane-Cavour a Itàlia. En aquesta treballada novel·la, un metge finlandès intenta ajudar a refer la seva vida a un personatge amnèsic trobat al mig de la segona guerra mundial. La història posterior del dissortat fa qüestionar-se fins a quin punt són convencionals la identitat individual i la del grup.
Altres novel·les seves són: "L'ultimo dei Vostiachi" (L'últim dels vostiacs), "L'interprete"
(L'intèrpret), "Il Compagno di scuola". Com a assagista, Diego Marani ha escrit "A Trieste con Svevo" i "Come ho imparato le lingue". Col·labora regularment a la pàgina cultural del diari italià "Il Sole 24 Ore"
"L'ultimo dei Vostiachi" (L'últim dels vostiacs) és una sàtira dels prejudicis acadèmics i de la investigació filològica amb un to esbojarrat que de vegades recorda Wilt de Tom Sharpe. Una novel·la que apreciaran els especialistes en laterals palatalitzades i anàlegs.